# Ton Lensink
Antonius Lodewijk (Ton) Lensink (Batavia, 22 oktober 1922 – Amsterdam, 13 februari 1997) was een Nederlands acteur, (televisie-)regisseur en schrijver.

## Loopbaan
Lensink is vooral bekend geworden door de televisieserie Tita Tovenaar. Hij speelde de titelrol en regisseerde de serie. Daarnaast was Lensink ook in andere televisieseries te zien, zoals Morgen gebeurt het, in de rol van professor Plano, (1957-1959), Floris (1969), De kleine waarheid (1970) en Pommetje Horlepiep (1976). In de serie Oorlogswinter (1975, naar het boek van Jan Terlouw uit 1972) speelde hij de rol van oom Ben.
Lensink speelde in diverse films, waaronder Wat zien ik!? (1971), Naakt over de schutting (1973), Dokter Pulder zaait papavers (1975), Rituelen (1989) en Eva (1994). Ook leende hij zijn stem aan hoorspelen, waaronder Voorzichtig, niet stoten a.u.b. van Gerrit Pleiter.
Na jarenlang vooral voor televisie te hebben gewerkt, trok Lensink zich eind jaren zeventig terug in Italië. Hij acteerde daarna nog sporadisch, maar publiceerde sindsdien een aantal boeken. Een aantal jaren later keerde hij terug naar Nederland en ging weer in Amsterdam wonen. Hij maakte zijn comeback op televisie in de serie De Appelgaard van Willy van Hemert en in de eerste aflevering van Moordspel van Ron Brandsteder. Ook was hij daarna nog een paar keer in het theater te zien, samen met Mary Dresselhuys. In de jaren negentig speelde hij nog een gastrolletje in de serie Het Zonnetje in Huis met Johnny Kraaykamp sr.
In 2002 gaf de Nederlandse Vereniging voor Amateurtheater Lensinks vertalingen van twee toneelstukken van Eugène Ionesco uit: Jacques of de onderwerping : naturalistisch blijspel (Jacques ou la Soumission) en Slachtoffers van de plicht (Victimes du devoir).

## Privéleven

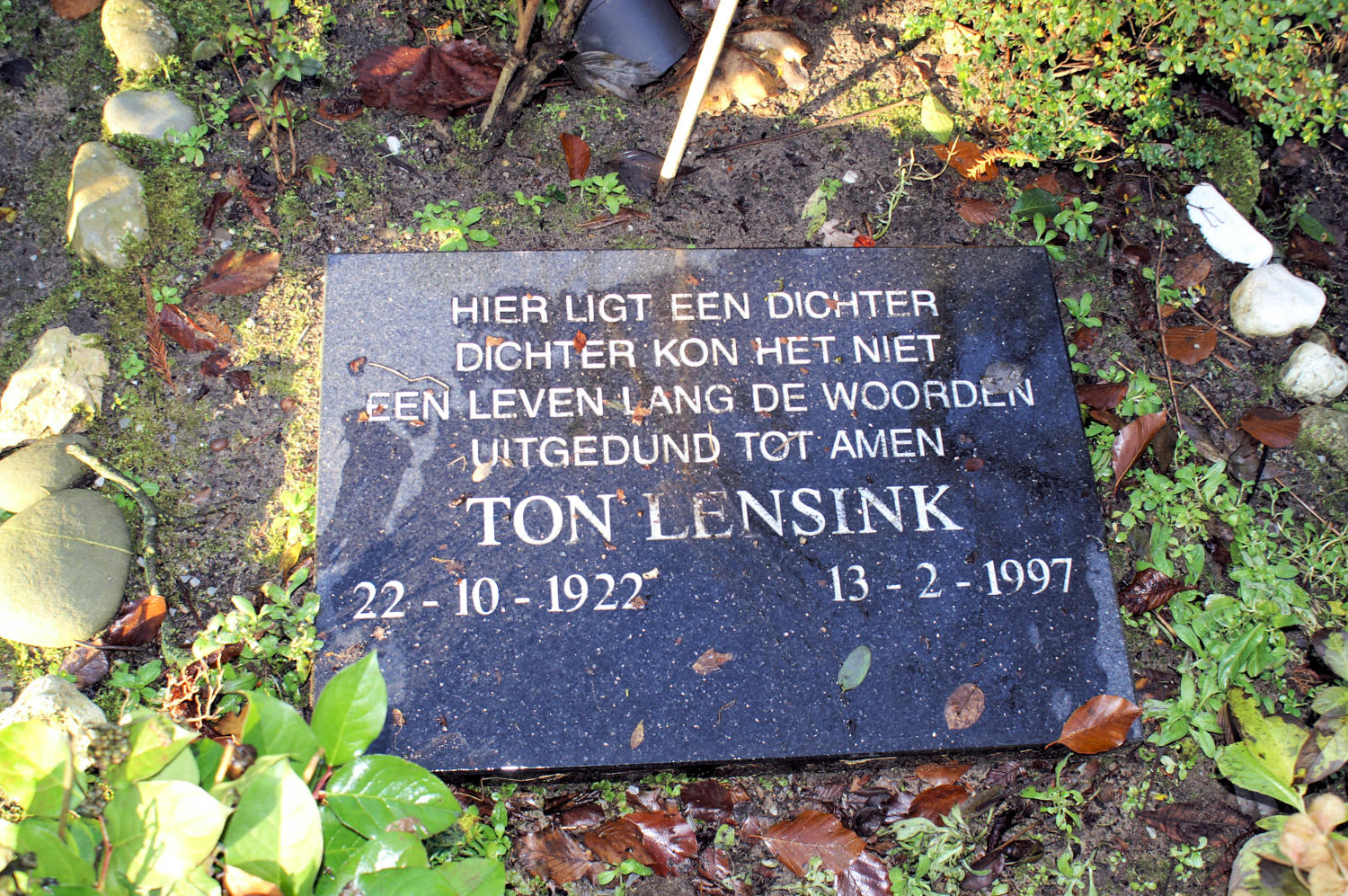
graf van Ton Lensink

Lensink is getrouwd geweest met de actrices Henny Orri en Riny van Slingelandt en heeft samengewoond met Shireen Strooker. Uit zijn huwelijk met Henny Orri werd actrice Diane Lensink geboren. Haar zoon en dus de kleinzoon van Lensink, is de acteur Matteo van der Grijn. Uit zijn huwelijk met Riny van Slingelandt werden twee kinderen geboren. Uit de relatie met Shireen Strooker werd de actrice Devika Strooker geboren. Hij was de broer van journalist Paul Lensink en de neef van de filosoof en marxist Jos Lensink. Aan moederskant was hij een neef van kunstenaar Constant Nieuwenhuijs.
Nadat hij op 74-jarige leeftijd was overleden, verscheen in een aantal kranten een rouwadvertentie die hij zelf had opgesteld. Lensink werd begraven op Begraafplaats Zorgvlied in Amsterdam.

## Boeken
- Het kind met de grote voeten (1983) ISBN 90-70711-03-6
- Het boek H (1984) ISBN 90-204-0661-2
- Aantekeningen bĳ een noodlottige gebeurtenis. Een idylle niettemin (1987) ISBN 90-204-2235-9
- Jacques of de onderwerping : naturalistisch blijspel
- Slachtoffers van de plicht